# Eysteinn Rauðúlfsson
Eysteinn Rauðúlfsson (Raudhulfsson, n. 880) foi um explorador víquingue e colono norueguês de Eyjafjörður na Islândia. Filho de Raudólfur Þórisson (n. 850). Eysteinn aparece como personagem da saga de Víga-Glúms, juntamente com os seus filhos Gunnsteinn Eysteinsson (n. 912) de Lón e Kviabekkur í Ólafsfirði.
Gunnsteinn por sua vez casou-se com Hlíf Héðinsdóttir (n. 916) e teve três filhos:
- Grímur Gunnsteinsson (n. 940).
- Þorgrímur Gunnsteinsson (n. 942).
- Halldóra Gunnsteinsdóttir (n. 944), que seria esposa de Glúmur Eyjólfsson.[6]